# Queensland Country
Los Queensland Country son un equipo profesional de rugby de Australia con sede en la ciudad de Gold Coast.
Participa anualmente en el National Rugby Championship, la principal competición de la disciplina en el país.
Su representante en el Súper Rugby es la franquicia de Queensland Reds.

## Historia
Fue fundada en 2014 con la finalidad de participar en el torneo de franquicias de rugby australiano.
Desde el año 2014 participa en la principal competición entre clubes de Australia, en la que ha logrado un campeonato en el año 2017 luego de vencer a Canberra Vikings.

## Palmarés
- National Rugby Championship (1): 2017
  - Subcampeón (1): 2018